# Attaque de drone du 17 octobre 2022 à Kiev
L'attaque de drone du 17 octobre 2022 à Kiev est menée à l'aide de munitions rôdeuses contre la capitale ukrainienne le lundi 17 octobre 2022, à partir de 6 heures du matin, heure de Kiev.
L'attaque, qui est menée par les forces armées de la fédération de Russie dans le contexte de l'invasion de l'Ukraine, fait 5 tués et 4 blessés parmi les civils.

## Déroulement des événements
Dans la matinée du lundi 17 octobre 2022, les forces forces armées russes lancent 28 drones kamikazes Shahed-136 en direction de Kiev. La plupart des munitions rôdeuses sont détruites par les forces de défense aérienne des forces armées ukrainiennes, mais cinq d'entre elles explosent dans le district de Chevtchenko à Kiev. Trois infrastructures critiques sont touchées, un — dans un immeuble de la rue Zhilyanska, un autre abattu par des policiers. Les explosions se sont produites en deux vagues successives s'étalant de 06 h 37 à 08 h 20. Le signal d'alerte aérienne à Kiev fut actif de 06 h 23 à 09 h 31.
L'une des explosions retentit dans un immeuble résidentiel du quartier Chevtchenko de la capitale. Les sauveteurs éteignent les structures du bâtiment historique et effectuent des recherches dans les décombres. Dix-huit résidents de l'immeuble sont secourus dans la foulée. Deux personnes sont signalées sous les décombres. Le corps d'une femme décédée est retrouvé. Plus tard, une femme âgée sera secourue. Selon les données préliminaires, une personne de plus serait coincée sous les décombres,.
À la suite des frappes de quatre autres drones kamikazes iraniens, quatre installations énergétiques à Kiev sont endommagées (dont une dans le district de Chevtchenko de la capitale). En outre, les Russes ont lancé des attaques à la roquette sur des infrastructures critiques dans les oblasts de Soumy et de Dnipropetrovsk — des centaines de localités se sont retrouvées sans électricité,.
Dans la soirée, l'attaque de drones sur Kiev se poursuit. Ainsi, à 20 h 25, un autre drone est abattu au-dessus de Brovary.

## Victimes
Les sauveteurs retrouvent les corps de trois personnes décédées sous les décombres d'un immeuble résidentiel du district de Chevtchenko, détruit. Au total, dix-neuf personnes sont secourues, dont quatre sont blessées,. Parmi les morts figure un jeune couple qui attendait un enfant, et la mère d'un militaire combattant en première ligne. Plus tard, les sauveteurs retrouvent une autre personne décédée d'après le porte-parole du service d'urgence de l'État. Le lendemain, 18 octobre 2022, les secouristes localisent le corps d'un nouvel habitant décédé sous les décombres d'un immeuble du centre de la capitale — une femme âgée. Il s'agit de la cinquième victime.

## Destruction du patrimoine historique
Le bâtiment 116-A à moitié détruit de la rue Zhilyanska avait une valeur historique et architecturale pour les Ukrainiens. Il date de la fin du XIXe siècle — début XXe siècle, construit pour le commerçant Ioselian Itskovich Lev, propriétaire d'une usine de meubles cintrés et de produits métalliques. Le bâtiment est remarquable pour sa combinaison de style de brique historique de Kiev et de petits détails néo-gothiques moulés, qui a notamment survécu aux deux guerres mondiales,. Bien que destiné à une démolition à un moment donné, le bâtiment a été sauvé par les riverains. Après la destruction de la moitié du bâtiment lors de l'attaque russe, les habitants ont créé une pétition auprès des autorités de la ville pour sa restauration, qui sera reconnue comme non recevable par l'administration,,.